# Alessandro Costacurta
Alessandro „Billy“ Costacurta (* 24. April 1966 in Jerago con Orago) ist ein ehemaliger italienischer Fußballspieler und -trainer. Der Innenverteidiger verbrachte über 20 Jahre seiner Karriere bei der AC Mailand, mit der er unter anderem fünf Mal den Europapokal der Landesmeister bzw. die Champions League gewann.

## Spielerkarriere

### Verein
Costacurta stammt aus der norditalienischen Gemeinde Jerago con Orago in der Provinz Varese. Mit 13 Jahren wurde er in die Jugendabteilung der AC Mailand aufgenommen und stieß 1985 zum Profikader. Um Spielpraxis zu sammeln, verlieh man Costacurta für die Saison 1986/87 an den Drittligisten Calcio Monza. Anschließend kehrte er zu den Rossoneri zurück und bestritt am 25. Oktober 1987 gegen Hellas Verona seine erste Partie in der Serie A. In den kommenden Jahren war Costacurta Teil einer der wohl besten Abwehrformationen der italienischen Fußballgeschichte, die sich weiterhin aus Franco Baresi, Paolo Maldini und Mauro Tassotti zusammensetzte. Costacurta bekleidete dabei die Position des klassischen Vorstoppers, nach Einführung der modernen Viererkette war er Innenverteidiger. Zu seinen Stärken zählten die Manndeckung und ein hartes Zweikampfverhalten. Allerdings war Costacurta sehr flexibel einsetzbar und konnte auch auf den beiden Außenverteidiger-Positionen spielen. Unter der Präsidentschaft des ambitionierten Unternehmers Silvio Berlusconi prägte die AC Mailand in den späten 1980er und frühen 1990er Jahren sowohl den nationalen wie auch den internationalen Vereinsfußball. Im Verlauf seiner Karriere gewann Costacurta mit dem Klub  sieben italienische Meisterschaften, einmal die Coppa Italia, fünfmal den Europapokal der Landesmeister bzw. die UEFA Champions League und zweimal den Weltpokal. Im Jahr 2004 landete er im Rahmen einer Online-Umfrage der UEFA zu den besten Fußballspielern Europas auf Platz 50 (UEFA Golden Jubilee Poll). Insgesamt bestritt Costacurta 663 Pflichtspiele (3 Tore) für Milan. Seine aktive Karriere beendete er im Alter von 41 Jahren und 25 Tagen am 19. Mai 2007 gegen Udinese Calcio und erzielte in diesem Spiel sein drittes und gleichzeitig letztes Tor. Damit war er bis März 2023 der älteste Torschütze in der Geschichte der Serie A, ehe Zlatan Ibrahimović im Alter von 41 Jahren, 5 Monaten und 15 Tagen diese Marke überbot.

### Nationalmannschaft
Nachdem der langjährige Milan-Trainer Arrigo Sacchi neuer Nationaltrainer geworden war, verhalf er Costacurta am 13. November 1991 zu seinem Debüt in der Squadra Azzurra. 1994 gehörte Costacurta zum italienischen Kader für die Weltmeisterschaft und absolvierte beim Turnier in den Vereinigten Staaten sechs Partien über die volle Distanz. Das Finale gegen den späteren Weltmeister aus Brasilien verpasste er allerdings wegen einer Gelbsperre. Costacurta nahm mit Italien auch an der Europameisterschaft 1996 sowie der Weltmeisterschaft 1998 teil. Die Niederlage gegen den Gastgeber Frankreich im Viertelfinale nach Elfmeterschießen war Costacurtas 59. und letztes Länderspiel.

### Erfolge
AC Mailand

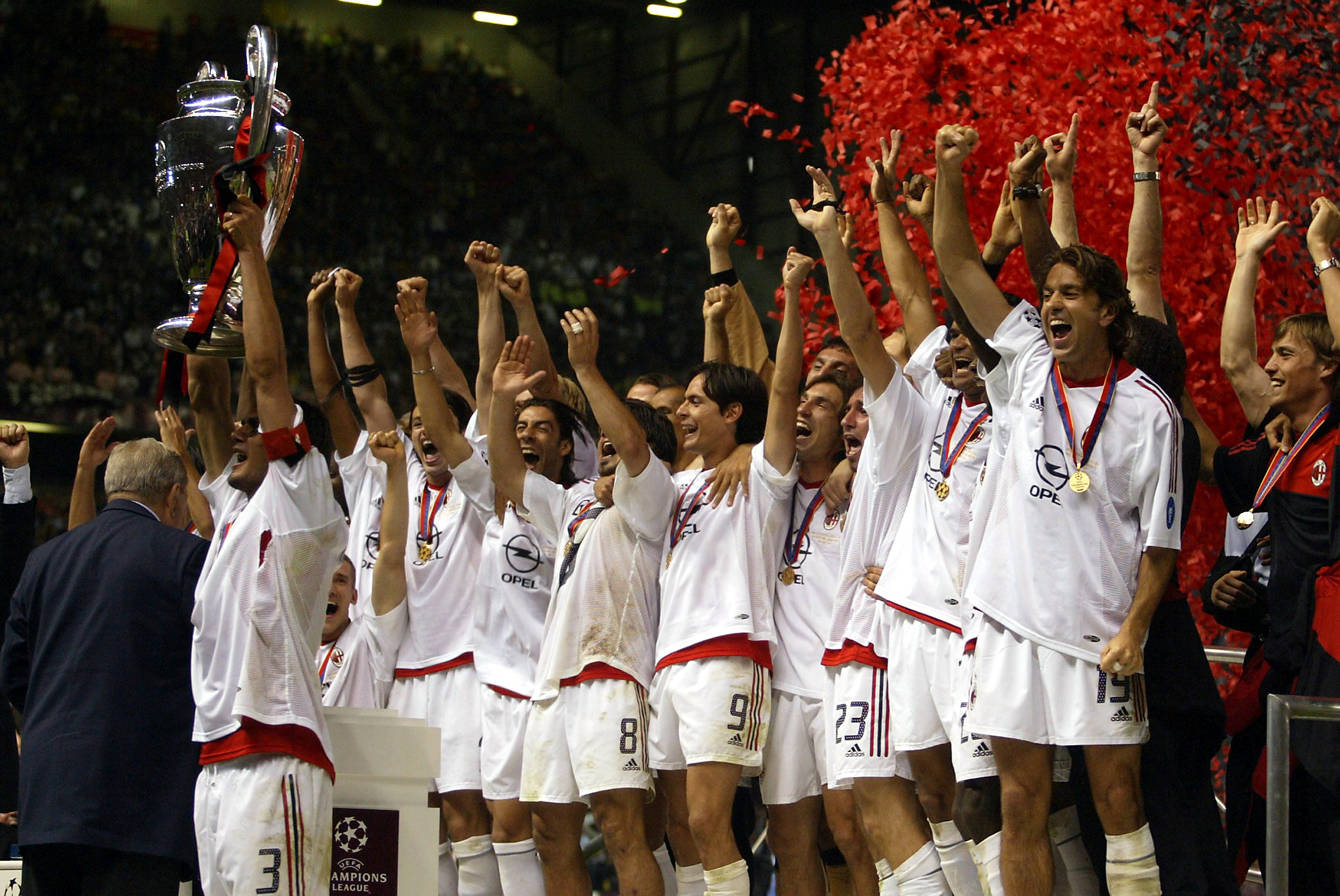
Alessandro Costacurta und die Mannschaft der AC Mailand bei der Siegerehrung nach dem Endspiel der UEFA Champions League 2002/03

- Italienische Meisterschaft (7): 1987/88, 1991/92, 1992/93, 1993/94, 1995/96, 1998/99, 2003/04
- Europapokal der Landesmeister/UEFA Champions League (5): 1988/89, 1989/90, 1993/94, 2002/03, 2006/07
- UEFA Super Cup (4): 1989, 1990, 1994, 2003
- Weltpokal (2): 1989, 1990
- Italienischer Supercup (5): 1988, 1992, 1993, 1994, 2004
- Italienischer Pokal (1): 2002/03

Nationalmannschaft
- Vize-Weltmeister: 1994

## Trainerlaufbahn
In der Saison 2007/08 gehörte Costacurta neben Mauro Tassotti zum Trainerstab von Carlo Ancelotti bei der AC Mailand. Während dieser Saison wollte der englische Zweitligist Queens Park Rangers, den der Formel-1-Manager Flavio Briatore gerade erworben hatte, Costacurta als Cheftrainer verpflichten. Er lehnte das Angebot ab.
Von 27. Oktober 2008 bis Februar 2009 war er Trainer der AC Mantova in der Serie B.
Aktuell tritt Costacurta vornehmlich als TV-Experte auf. 